# Caryomyia caryae
Caryomyia caryae är en tvåvingeart som beskrevs av Osten Sacken 1862. Caryomyia caryae ingår i släktet Caryomyia och familjen gallmyggor. Inga underarter finns listade i Catalogue of Life.